# Nominotypisches Taxon
Als nominotypisches Taxon, auch (früher) Nominatform, wird in der zoologischen Nomenklatur ein Taxon bezeichnet, das durch denselben namenstragenden Typus definiert ist wie das höherrangige Taxon, dem es selbst angehört.
In der Biologie werden neu entdeckte „Formen“ (Taxa), wie beispielsweise eine Art, anhand eines sogenannten Typusexemplars beschrieben und benannt. So wurde die Kohlmeise 1758 von Carl von Linné wissenschaftlich unter dem Namen Parus major beschrieben. Nachdem diese Art durch andere Biologen in mehrere Unterarten gegliedert wurde, definieren Linnés Beschreibung und das namenstragende Typusexemplar nunmehr nicht nur die Art Parus major, sondern auch die Unterart Parus major major. Daher ist diese Unterart die Nominatform der Art  Parus major.
Nach den Internationalen Regeln für die Zoologische Nomenklatur wird heute allerdings der Begriff des nominotypischen Taxons verwendet. Dieses Konzept gilt ausschließlich für die Ranggruppen Familie, Gattung und Art.

## Erläuterung
Der Name eines Taxons (einer Unterart, Art, Gattung oder Familie) ist in den Regeln für die Namensgebung (Nomenklatur) an ein tatsächlich vorhandenes Exemplar (oder auch mehrere) gebunden, den sogenannten Typus. Der Sinn dieser Regel liegt darin, den Träger des Namens eindeutig festzuschreiben – auch für den Fall, dass das Taxon später umdefiniert, aufgeteilt oder mit einem anderen vereinigt wird. Wird etwa eine Art aufgrund neu erkannter Merkmale in zwei Arten aufgespalten, so wird anhand des Typus entschieden, welche dieser Arten den ursprünglichen Namen behält. Die andere Art, bis dahin als Teil derselben Art betrachtet, erhält dann einen neuen Namen. Taxa, die im Rang oberhalb der Art anschließen (wie Gattungen und Familien oder davon abgeleitete Ränge), erhalten keinen eigenen Typus, sondern ihnen wird der Typus einer Art zugewiesen. Bei der Beschreibung einer neuen Gattung ist immer eine Typusart festzulegen, analog für Familien. Der Typus dieser Art wird so auch zum Typus der Gattung bzw. der Familie. Durch diese Regelung wird sichergestellt, dass sich bei taxonomischen Umgruppierungen der Name niemals völlig von der ursprünglichen Gruppe, die der Erstbeschreiber zugrunde gelegt hatte, wegbewegen kann – egal, wie oft und tiefgreifend sie später umgruppiert wird.
Für den Fall, dass ein Taxon später aufgespalten wird, beispielsweise eine Familie in Unterfamilien, regelt der nomenklatorische Code, dass diejenige Unterfamilie, die den Typus für die Familie enthält, auch denselben Namen wie die Familie erhält (selbstverständlich mit angepasster Endung). Diese Unterfamilie mit dem namenstragenden Typus wird damit das „nominotypische“ Taxon.
Wird etwa die Familie „Tipulidae“ in Unterfamilien gespalten, erhält so immer eine der Unterfamilien den Namen „Tipulinae“ – und zwar jene, welche die Typus-Gattung Tipula enthält. Typusart ist in diesem Fall Tipula oleracea Linnaeus, 1758, deren (Neo-)Typus im Museum Alexander Koenig in Bonn liegt. Die Unterfamilie, zu der das in Bonn aufbewahrte Museumsexemplar gehört, muss also „Tipulinae“ genannt werden, egal wie sie sonst umschrieben und abgegrenzt wird. Analoge Regelungen gelten für Untergattungen und Unterarten. Im Falle von Unterarten hat dies zur Folge, dass immer mindestens eine nominotypische Unterart („Nominatform“) existieren muss. Dies ist nicht etwa die häufigste oder „typischste“, sondern diejenige, die das Typusexemplar der Art enthält.

## Beispiele

### Unterfamilie Homininae in der Familie Hominidae
Alle Gattungen der sogenannten Großen Menschenaffen (darunter auch die Gattung der Orang-Utans) bilden zusammen die Familie der Hominidae. Dieses Taxon beruht auf „dem Menschen“, d. h. der Gattung Homo als typischem Taxon dieser Familie. In der Terminologie des zoologischen Nomenklaturcodes bildet damit die Gattung Homo als Typus-Gattung den namenstragenden Typus der Familie  Hominidae. Die Gattung Homo wiederum ist durch die Typus-Art Homo sapiens als namenstragender Typus definiert.
Nun kann es vorkommen, dass zur besseren Abbildung der systematischen Beziehungen in der Nomenklatur innerhalb einer Ranggruppe weitere Taxa unter- oder übergeordneter Ränge eingeführt werden, z. B. eine neue Unterfamilie. Eine solche Unterfamilie sind die Homininae, in der Menschen, Schimpansen und Gorillas (nebst all ihren fossilen Vorfahren) zusammengefasst sind; die entfernter verwandten Orang-Utans gehören jedoch nicht dazu. Auch die Unterfamilie Homininae ist durch die Gattung Homo als namenstragender Typus definiert. Taxa solcher Ränge, die auf demselben namenstragenden Typus eines Taxons höheren Ranges, aber innerhalb derselben Ranggruppe definiert sind, nennt man nominotypische Taxa.

### Nominotypische Taxa innerhalb der Artgruppe
Gray führt 1855 die Pracht-Erdschildkröte Rhinoclemmys pulcherrima unter der ursprünglichen Namenskombination Emys pulcherrimus ein. Inzwischen wurde eine Vielzahl von Rhinoclemmys pulcherrima-Unterarten aufgestellt. Folglich existiert die Unterart Rhinoclemmys pulcherrima pulcherrima (Gray, 1855) als nominotypisches Taxon zu der Art Rhinoclemmys pulcherrima (Gray, 1855). Beide Taxa beruhen auf demselben namenstragenden Typus, in diesem Fall einem bestimmten Typusexemplar. Alle anderen pulcherrima-Unterarten beruhen auf einem jeweils eigenem, spezifischen Typusexemplar als namenstragenden Typus.

### Nominotypische Taxa innerhalb der Gattungsgruppe
Hier seien nomenklatorische Handlungen an Taxa der Gattungsgruppe innerhalb der Trilobiten-Familie Phacopidae Hawle & Corda, 1847 erläutert:
Wolfgang Struve führt 1972 eine neue Untergattung unter dem Titel Phacops (Pedinopariops) n. sg. ein. Namenstragender Typus ist die hier in der ursprünglichen Namenskombination zitierte Art Phacops (Phacops) lentigifer Struve, 1970. Später erhebt Struve Pedinopariops in den Rang einer Gattung und führt als Untergattung Pedinopariops (Hypsipariops) Struve, 1982 ein. Gemäß diesen nomenklatorischen Handlungen ergibt sich eine Nomenklatur mit der Gattung Pedinopariops Struve, 1972 und dessen nominotypischem Taxon Pedinopariops (Pedinopariops) Struve, 1972. Beide beruhen auf der Art Phacops (Phacops) lentigifer Struve, 1970 als namenstragenden Typus. Eine weitere subordinierte Untergattung der Gattung Pedinopariops ist Pedinopariops (Hypsipariops) Struve, 1982 mit der Art Pedinopariops (Hypsipariops) lyncops Struve, 1982 als namenstragenden Typus.

### Nominotypische Taxa innerhalb der Familiengruppe
Das ausführliche, aber komplexe Beispiel zeigt das Prinzip der Koordination im Zusammenwirken mit dem Prioritätsprinzip:
Der belgische Echinodermologe Georges Ubaghs führt 1953 mit der Überfamilie „Melocriniticea Ubaghs nov.“ ein neues nominelles Crinoidentaxon mit den Familien Melocrinitidae Zittel, 1878 und Scyphocrinitidae Jaekel, 1918 ein. Aufgrund der Nomenklaturregeln interpretiert und korrigiert Ubaghs diese nomenklatorische Handlung später wie folgt: Die Familie Melocrinitidae Zittel, 1878 tritt in Synonymie mit der Familie Melocrinitidae d’Orbigny, 1852 (pro Melocrinidae d’Orbigny 1852). Durch das Prioritätsprinzip wird die Familie Melocrinitidae d’Orbigny, 1852 zum gültigen Namen. Gemäß dem Prinzip der Koordination wird dadurch gleichzeitig eine als latent von d’Orbigny 1852 eingeführte Überfamilie Melocrinitacea verfügbar. Dieses Taxon erlangt als älteres Synonym gegenüber Melocriniticea Ubaghs, 1958 Gültigkeit. Nach den hier dargestellten nomenklatorischen Handlungen ergibt sich als gültige Nomenklatur die Überfamilie Melocrinitacea d’Orbigny, 1852 mit der  Familie Melocrinitidae d’Orbigny, 1852 als nominotypisches Taxon. Beide beruhen auf der Gattung Melocrinites Goldfuß, 1824 als namenstragender Typus. Es existiert innerhalb der Überfamilie die weitere Familie Scyphocrinitidae Jaekel, 1918 mit der Gattung Scyphocrintes Zenker, 1833 als namenstragenden Typus.

## Verwendung in der Botanik
In der Botanik wird der Begriff des nominotypischen Taxons von manchen Wissenschaftlern ebenfalls verwendet, auch wenn er im Code der botanischen Nomenklatur nicht vorkommt. Stattdessen wird dort seit 1972 der Begriff Autonym verwendet.